# Ulica Akademika Koroljova (stanice monorailu v Moskvě)
Ulica Akademika Koroljova (rusky Улица Академика Королёва) je stanice na moskevském monorailu. Je nazvána podle přilehlé ulice, která nese jméno sovětského raketového inženýra Sergeje Koroljova.

## Charakter stanice
Stanice Ulica Akademika Koroljova se nachází ve čtvrti Ostankinskij rajon (Останкинский район) v Severovýchodním administrativním okruhu podél stejnojmenné ulice západně od jejího křížení s 6. Ostankinským pereulkem (6-й Останкинский переулок).
Tato stanice je unikátní tím, že jako jediná na lince má boční nástupiště. Přístup na ně je přes vestibul, který je o patro výše a zahrnuje pokladny a turnikety, přístup do vestibulu je umožněn prostřednictvím dvou eskalátorů. Strop stanice je podepřen sloupy v růžové barvě a s podstavou obloženou hnědým mramorem. Osvětlení přes den je přirozené díky oknům umístěným podél celé stěny, ve večerních hodinách pak je zajišťováno pomocí dvou řad zářivek nad každým z nástupišť. Lavičky pro cestující jsou umístěny pod okny. Podlaha je vydlážděna červenou a světlou žulou.